# Gérard V de Holstein-Plön
Gérard V de Holstein-Plön (né vers 1315 - † 22 septembre 1350) de Holstein-Plön de 1323 à 1350

## Biographie
Gérard V est le fils unique de Gérard IV de Holstein-Plön et d'Anastasie de Schwerin. Il succède à son père  à Plön vers 1323 à l'âge de huit ans. Il devient également Prévôt de la cathédrale Lubeck et meurt en 1350 sans union ni postérité. Son héritage revient à son oncle Jean III de Holstein qui contrôlait déjà Kiel.

## Source
- Stokvis Marinus Hendrik Johan, Manuel d'histoire, de généalogie et de chronologie de tous les états du globe, depuis les temps les plus reculés jusqu'à nos jours, préf. H. F. Wijnman. éditions Brill Leyde 1890-1893, réédition  1966, Volume III, chapitre VIII « Généalogie des comtes et ducs de Holstein, I ». Tableau généalogique no 45 p. 119.